# Sparedrus holzschuhi
Sparedrus holzschuhi is een keversoort uit de familie schijnboktorren (Oedemeridae). De wetenschappelijke naam van de soort is voor het eerst geldig gepubliceerd in 2006 door Švihla.